# Roklan
Roklan (německy Großer Rachel, česky někdy také jako Hora nad Roklí nebo Rokelská hora) je se svými 1453 metry druhou nejvyšší horou Šumavy a Bavorského lesa. Nachází se v centrální části německé strany pohoří nedaleko hranice jihozápadně od Modravy. Roklan se nachází v bezzásahovém území (Naturzone) Národního parku Bavorský les a tvoří i jeho nejvyšší vrchol.

## Výstup
Na horu vede několik tras, přičemž výstup z městečka Frauenau trvá asi 3,5 hodiny, ze Spiegelau přes Roklanské jezero asi čtyři hodiny, z Neuhütte 4,5 hodiny, z Obere Frauenau (parkoviště Gfäll) asi 1,5 hodiny a ze železniční zastávky Klingenbrunn asi dvě hodiny.
Přibližně patnáct minut pod vrcholem se nachází horská chata Waldschmidthaus (oficiálně Rachelschutzhaus), která bývá otevřena v letních měsících.

## Malý Roklan
Hora má tvar hřbetu táhnoucího se ve směru jihovýchod-severozápad, na kterém se 900 metrů severozápadně od hlavního vrcholu nachází i druhý vrchol s názvem Malý Roklan (Kleiner Rachel), vysoký 1399 metrů. Oba vrcholy odděluje mělké sedlo.

## Zajímavosti
Na jižní straně je za dobré viditelnosti možné pozorovat panorama severních vrcholů Alp. Na východě je dobře viditelný Poledník, hrad Kašperk, Antýgl, masiv Boubína a vrchol Bobíku. Za zmínku stojí jistě také možnost zhlédnout komplex Modravských slatí, nepřístupného území, na něž se z vrcholu naskýtá úchvatný pohled. Na severovýchodě je vidět Rokytská slať, východně pak mezi soušemi vystupují zelená klečová pole Novohuťských močálů.
V nepřístupném území Modravských slatí se nachází mj. několik bývalých nádrží na plavení dřeva, jedna z nich je Roklanská nádrž, která je protržená a zarostlá vegetací. U ní stávala Roklanská chata, která sloužila k odpočinku do druhé světové války, kdy kolem chaty a Roklanské slatě ještě vedla turistická stezka.
Na úpatí hory se nachází Roklanské jezero ledovcového původu, nad nímž je umístěna vyhlídka a Roklanská kaple.